# Hyphopolynema tropicale
Hyphopolynema tropicale är en svampart som beskrevs av Nag Raj 1977. Hyphopolynema tropicale ingår i släktet Hyphopolynema, divisionen sporsäcksvampar och riket svampar.   Inga underarter finns listade i Catalogue of Life.